# گراچانیتسا، مونته‌نگرو
گراچانیتسا (به لاتین: Gračanica) یک منطقهٔ مسکونی در مونته‌نگرو است که در شهرداری آندریژویکا واقع شده‌است. گراچانیتسا ۲۷۲ نفر جمعیت دارد.